# Phyllotreta ziegleri
Phyllotreta ziegleri es una especie de insecto coleóptero de la familia Chrysomelidae. Fue descrita en 1980 por Lohse.